# Охрими
Охрими (пол. Ochrymy) — село в Польщі, у гміні Наровка Гайнівського повіту Підляського воєводства.
Населення — 133 особи (2011).
У 1975-1998 роках село належало до Білостоцького воєводства.

## Демографія
Демографічна структура станом на 31 березня 2011 року:
|          | Загалом | Допрацездатний вік | Працездатний вік | Постпрацездатний вік |
| -------- | ------- | ------------------ | ---------------- | -------------------- |
| Чоловіки | 67      | 8                  | 46               | 13                   |
| Жінки    | 66      | 7                  | 36               | 23                   |
| Разом    | 133     | 15                 | 82               | 36                   |